# ヤン・ベルジン

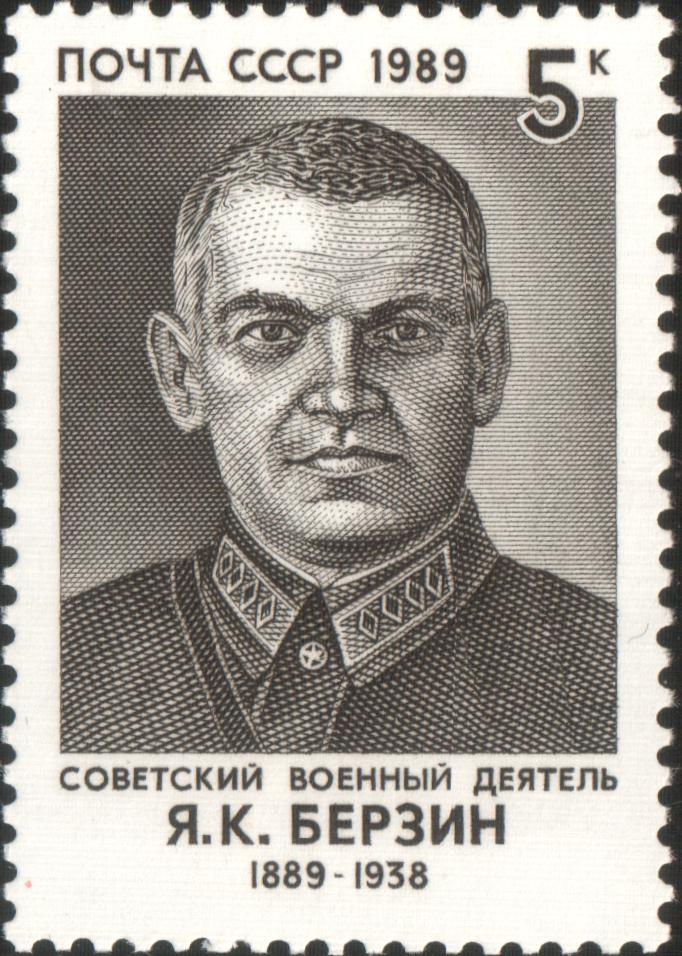
ヤン・ベルジンの生誕記念切手

ヤン・カルロヴィチ・ベルジン（ロシア語: Ян Карлович Берзин, 1889年11月13日 - 1938年7月29日）は、ソ連共産党の活動家ならびに政治家、軍人（主に軍諜報機関の指導者）、諜報員、強制収容所（ラーゲリ）の創設者、二等軍政治委員。民族名はヤーニス・ベールジンシュ（ラトビア語: Jānis Bērziņš）であり、本名はペーテリス・キュジス (Pēteris Ķuzis / Петерис Кюзис）。ラトビア人。

## 人物・経歴
リフリャント県グスタフスベルク地方（Густавсберг мест，現：ラトビア、アマタ市・ザウベ教区）の小作人一家に生まれる。1905年、ロシア社会民主労働党に入党。1905年～1907年の革命に参加。1907年、警察官殺害の罪で逮捕され、この件に対して懲役8年を言い渡されるも、1909年に釈放。1911年、再逮捕され、イルクーツクに送られたが脱走した。第一次世界大戦開始と共に軍に召集されたが脱走し、ペトログラードの工場に入った。
1917年、ロシア社会民主労働党（ボリシェビキ党）ヴイボルグ及びペトログラード委員会委員。同年12月から、ロシア・ソビエト連邦社会主義共和国の内務人民委員部で働き、レーニンと政府閣僚の個人警護を指揮した。1919年1月～5月、ソビエト・ラトビアの副内務人民委員。1919年～1920年、第15軍特別課を指揮。
1920年12月、労農赤軍情報局の仕事に移り、課長（1920年～1921年）、副局長（1921年～1924年）となった。1924年3月から1935年4月まで、労農赤軍参謀本部第4局長として軍諜報機関の基礎を作った。特に彼の在任時、リヒャルト・ゾルゲやレオポルド・トレッペル等の優秀な諜報員が採用された。1932年、極東の強制収容所領域の初代所長を兼任。1935年4月から1936年6月まで、独立赤旗極東軍副司令官。1936年、スペインの共和国軍の主任軍事顧問に任命される。1937年7月、ソ連に帰国し、再び情報局長となった。しかし、当時のソ連は大粛清の最中にあり、諜報機関員も例外ではなかった。ベルジンは1937年11月27日に逮捕され、1938年7月29日に死刑を言い渡され、コムナルカ射撃場で銃殺された。
1956年、名誉回復がなされた。のちに「強制収容所の創設者である」としてマガダンに記念碑が立てられたが、1991年に撤去されている。